# Бренді Карлайл
Бренді Карлайл (англ. Brandi Carlile; нар. 1 червня 1981, Рейвенсдейл, Вашингтон, США) — американська фольк-рок-співачка, автор пісень, авторка-виконавиця та музикант. Народилася у місті Рейвенсдейл штату Вашингтон; покинула навчання у школі, аби зайнятися кар'єрою у музичній індустрії. Самостійно навчилася грати на гітарі та фортепіано. У 2005 випустила свій дебютний студійний альбом «Brandi Carlile». Отримала номінацію на Греммі за платівку «The Firewatcher's Daughter».
Станом на 2018 випустила 6 студійних альбомів, останнім будучи «By the Way, I Forgive You» (2018). Писала пісні для таких кантрі-виконавців, як Міранда Ламберт та Ліенн Раймс.

## Особисте життя
В інтерв'ю у листопаді 2002 Карлайл відкрила себе як лесбійку. У червні 2012 було оголошено, що вона заручилася із Кетрін Шепард. Пара одружилася 15 вересня 2012 у Бостоні штат Массачусетс. 15 червня 2014 у подружжя народилася дочка Евангелін Рут Карлайл. У лютому 2018 Карлайл повідомила через Instagram, що її дружина очікує ще одну дитину. 18 березня 2018 у них народилася друга дитина, син Ілайджа.
У Карлайл є кіт, кінь, коза, п'ять курей та пес породи родезійський ріджбек.

## Дискографія
Студійні альбоми:
- Brandi Carlile (2005)
- The Story (2007)
- Give Up the Ghost (2009)
- Bear Creek (2012)
- The Firewatcher's Daughter (2015)
- By the Way, I Forgive You (2018)
- In These Silent Days (2021)

Разом із The Highwomen:
- The Highwomen (2019)

Інше:
- Cover Stories (2017)